# Uschkowytschi
Uschkowytschi (ukrainisch Ушковичі; russisch Ушковичи Uschkowitschi, polnisch Uszkowice, früher Ustkowice) ist ein Dorf in der westukrainischen Oblast Lwiw mit etwa 550 Einwohnern.
Am 12. Juni 2020 wurde das Dorf ein Teil der neu gegründeten Stadtgemeinde Peremyschljany im Rajon Lwiw, bis dahin bildete es zusammen mit den Dörfern Kymyr, Nedilyska (Неділиська) und Tschupernossiw (Чуперносів) die gleichnamigen Landratsgemeinde Uschkowytschi im Rajon Peremyschljany.

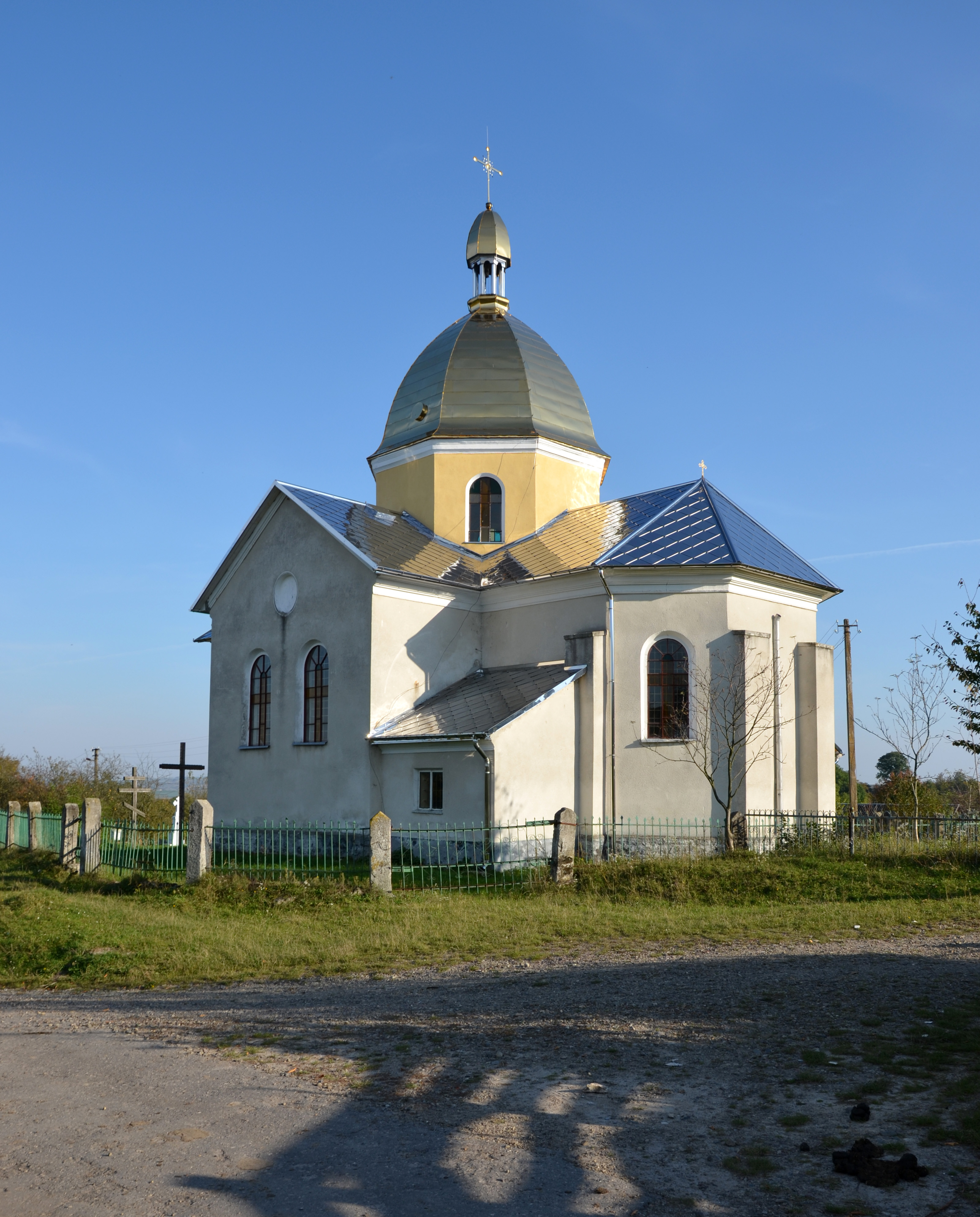
Ortskirche

## Geschichte
Der Ort wurde im Jahre 1370 erstmals urkundlich erwähnt, und danach im Jahr 1395 und 1396 als Ustkovicze. Im Jahr 1397 wurde das Dorf Ustkovice ins Deutsche Recht übertragen. Später wurde es als Uschkowicze (1469), Hustkowicze (1578), aber als auch Ушковичи (1882) oder Uszkowce (1891) genannt. Der ursprüngliche Name ist patronymisch, abgeleitet von Ustek (< polnisch usta, Lippe)
Der Ort gehörte zunächst zum Lemberger Land in der Woiwodschaft Ruthenien der Adelsrepublik Polen-Litauen. Bei der Ersten Teilung Polens kam das Dorf 1772 zum neuen Königreich Galizien und Lodomerien des habsburgischen Kaiserreichs (ab 1804).
Im Jahre 1784 im Zuge der Josephinischen Kolonisation wurden auf dem Grund des Dorfes deutsche Kolonisten lutherischer Konfession angesiedelt. Die Kolonie wurde selten Josephsthal genannt.
Im Jahr 1900 hatte die Gemeinde Uszkowice 140 Häuser mit 862 Einwohnern, davon waren 595 ruthenischsprachig, 132 deutschsprachig, 132 polnischsprachig, 527 griechisch-katholisch, 176 römisch-katholisch, 56 Juden, 103 anderen Glaubens.
Nach dem Ende des Polnisch-Ukrainischen Kriegs 1919 kam die Gemeinde zu Polen. Im Jahr 1921 hatte sie 160 Häuser mit 867 Einwohnern, davon waren 856 Polen, 11 Ruthenen, 482 griechisch-katholisch, 318 römisch-katholisch, 13 Deutschen, 54 Juden (Religion).
Im Zweiten Weltkrieg gehörte der Ort zuerst zur Sowjetunion und ab 1941 zum Generalgouvernement, ab 1945 wieder zur Sowjetunion, heute zur Ukraine.

## Sehenswürdigkeiten
- Ehemalige römisch-katholische Filialkirche, 1936 erbaut, heute evangelisch[6]

Ein klassizistischer Gutshof aus dem 18./19. Jahrhundert wurde etwa im Jahr 1939 zerstört.